# 랠프 베어

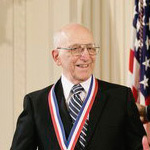
랠프 베어

랠프 헨리 베어(영어: Ralph Henry Baer, 1922년 3월 8일 ~ 2014년 12월 6일)는 독일 태생의 미국인 발명가이며, 비디오 게임 발전에 크게 공헌했다. 2006년 미국 국가 기술상을 수상했다. 세계 최초의 게임기 마그나복스 오디세이의 발명자이며, IEEE의 평생 명예 회원이기도 하다.

## 생애
베어는 독일 남서부에서 태어난 유대인이며, 아버지는 당시 구두 장인이였다. 수정의 밤 2개월 전, 가족과 함께 독일을 탈출하였다. 미국에서 독학으로 공부하면서 주급 12 달러를 받으며 공원에서 일했다. 뉴욕의 국립 라디오 기관에서 공부하였고, 1940년에 졸업하여 라디오 수리공이 되었다. 1943년에는 제2차 세계 대전을 위해 군에 소집되어 런던의 미 육군 본부의 정보 부서에서 근무했다. 1949년 시카고의 American Television Institute of Technology에서 당시로서는 드문 텔레비전 공학 학사 학위를 얻었다. 전자 회사의 공장에서 일한 후, 자신의 회사를 설립하기도 했다. 1956년부터 군수업체인 샌더스 어소시에이츠 전기전자 부문 기술자로 근무했고, 1987년 은퇴할 때까지 이 회사에서 일했다.

## 발명
1966년 텔레비전 화면으로 게임을 할 수 있다는 발상을 떠올렸고, 세계 최초의 가정용 비디오게임 기기인 '브라운 박스'를 개발했다. 1972년 '오디세이'라는 이름으로 정식 출시했다. 세계 최초의 가정용 TV용 라이트건도 발명하였다. 사이먼이라는 전자 패턴 매칭 게임도 발명하였는데, 이 게임은 1970년대 후반부터 1980년대에 걸쳐 인기를 끌었다.